# Sikandar Siddique
Sikandar Siddique (Copenhague, 4 de octubre de 1986) es un político danés, miembro del Folketing. Fue elegido en las elecciones generales de 2019 como miembro de La Alternativa. Es cofundador y líder de los Verdes Independientes.

## Vida personal
Sikandar Siddique nació y creció en Nørrebro (Copenhague), hijo de padres que llegaron originalmente a Dinamarca desde Pakistán en la década de 1970. Asistió a la escuela primaria en Blågård Skole. En 2013, se graduó en la Universidad de Roskilde con una maestría en Comunicación y Estudios Globales. Hasta que fue elegido para el parlamento en 2019, trabajó como consultor.
Siddique ha trabajado en cuestiones de integración en diferentes contextos. En 2014, cofundó la asociación Gadefortællinger ("Historias de la calle"), de la que se convirtió en portavoz. El objetivo de la asociación era reforzar la movilidad social y la inclusión de los jóvenes en zonas desfavorecidas socialmente.

## Carrera política
Siddique ganó un escaño para el parlamento en las elecciones de 2019 como miembro de La Alternativa. En marzo de 2020, Siddique y otros tres miembros abandonaron el partido. Siddique fundó el nuevo partido de los Verdes Independientes con Susanne Zimmer y Uffe Elbæk, quedando él como líder del partido.